# Dum Dum
Dum Dum – siódmy album grupy Ekatarina Velika wydany w 1991 przez wytwórnię PGP-RTB. Nagrań dokonano wiosną 1991 w studiu "M" w Nowym Sadzie. Reedycja CD z 1998 zawiera dodatkowo osiem utworów.

## Lista utworów
1. "Dum dum" (sł. i muz. M. Mladenović) – 3:36
2. "Siguran" (sł. i muz. M. Mladenović) – 4:44
3. "Odgovor" (sł. i muz. M. Mladenović) – 4:26
4. "Karavan" (sł. i muz. M. Mladenović) – 3:57
5. "Idemo" (sł. i muz. M. Mladenović) – 4:05
6. "Zabranjujem" (sł. i muz. M. Mladenović) – 3:56
7. "Glad" (sł. i muz. M. Mladenović) – 3:27
8. "Bledo" (sł. i muz. M. Mladenović) – 4:19
9. "Hladan" (sł. i muz. M. Mladenović) – 3:01
10. "Dolce Vita" (sł. i muz. M. Mladenović) – 4:16

CD 1998
1. "Odgovor (demo)" (sł. i muz. M. Mladenović) – 4:38
2. "Siguran (demo)" (sł. i muz. M. Mladenović) – 4:51
3. "Glad (demo)" (sł. i muz. M. Mladenović) – 3:53
4. "Glad (acoustic)" (sł. i muz. M. Mladenović) – 3:30
5. "Glad (alt version 1)" (sł. i muz. M. Mladenović) – 3:46
6. "Glad (alt version 2)" (sł. i muz. M. Mladenović) – 3:46
7. "Karavan" (sł. i muz. M. Mladenović) – 3:54
8. "Idemo" (sł. i muz. M. Mladenović) – 3:53

- utwory 17 i 18 koncert Dom Omladine, Belgrad, 13 listopada 1991.

## Skład
- Milan Mladenović – śpiew, gitara
- Margita Stefanović – instr. klawiszowe, dalszy śpiew (1-10, 17, 18)
- Marko Milivojević – perkusja, instr. perkusyjne
- Duja – gitara basowa
- Dušan "Dule" Petrović – gitara basowa
- Bata Božanić – gitara basowa
- Tanja Jovićević – dalszy śpiew
- Mitar Subotić – instr. klawiszowe (11-16)
- Dragiša Uskoković – gitara basowa (17, 18)

produkcja
- Jan Šaš – nagranie
- Siniša Horvat – nagranie
- Theodore Yanni – produkcja
- Đorđe Petrović – produkcja